# 丸山剛郎
丸山 剛郎（まるやま たかお、1940年3月26日 - ）は、日本の歯学者。サンマルティン大学名誉教授、大阪大学名誉教授、元大阪大学大学院歯学研究科 統合機能口腔科学専攻 顎口腔機能再建学講座 顎口腔咬合学分野（歯科補綴学第一講座）教授。歯科医師。元国際歯科補綴学会会長、元国際歯科審美学会会長、元アジア歯科審美学会会長、元アジア頭蓋顎機能異常学会会長、元日本顎口腔機能学会会長、元日本歯科審美学会会長、日本咬合学会理事長、日本全身咬合学会顧問。

## 略歴
- 1964年 大阪大学歯学部 卒業
- 1968年 大阪大学大学院歯学研究科 修了 歯学博士 論文の題は「架工義歯ダミー下粘膜に対するダミーの接触状態による影響に関する実験的研究 」[7]。
- 1970年 大阪大学歯学部 講師
- 1975年 大阪大学歯学部 助教授[2]
- 1986年 大阪大学歯学部 教授[2]
- 1991年 南カリフォルニア大学歯学部 客員教授[2]
- 1995年　サンマルティン大学　名誉教授　(ペルー共和国)[2]
- 1996年 西安第四軍医大学歯学部 客員教授 （中華人民共和国）[2]
- 1998年 ニューヨーク州立大学バッファロー校歯学部 客員教授
- 2000年 大阪大学 名誉教授[1]
- 2000年 東京歯科大学 客員教授
- 2001年 日本咬合臨床研究所 (JIO:Japanese Institute of Occlusion) 創立

## 主な著書

### 歯科専門書
- 可撤性架工義歯 (書林、1977年)
- 丸山剛郎『臨床生理咬合 顎口腔機能の診断と治療』医歯薬出版、東京都文京区、1988年4月。ISBN 978-4-263-40529-1。
- 丸山剛郎『咬合と全身の健康 臨床生理咬合に立脚して』医歯薬出版、東京都文京区、2000年4月20日。ISBN 978-4-263-45478-7。

### 分担執筆
- 黒田拓治・丸山剛郎「ノンパラレルピンテクニック －使い分けと適応症－(Non-parallel Pin Technique)」『カラーアトラス 歯科臨床講座2』医歯薬出版、1982年、393-400頁
- 宮内修平・丸山剛郎「メタルボンドポーセレンクラウンへの反省(Reconsideration of Porcelain-Fused-to-Metal Restoration)」『カラーアトラス 歯科臨床講座2』医歯薬出版、1982年、401-408頁
- 中村公雄・丸山剛郎「顎関節症と咬合の異常(TMJ Dyfunction and Occlusal Abnormality)」『顎関節症のすべて』デンタルダイヤモンド社、1982年、243-260頁
- 多賀義晃・丸山剛郎「ビタ VMK 68ポーセレンを用いた陶材焼付鋳造冠の製作(Construction of Porcelain-Fused-to-Metal Restoration by Vita VMK 68)『講座歯科技工アトラス1』医歯薬出版、1982年、35-60頁
- 羽賀道夫・井上昌幸・尾花甚一・丸山剛郎「低位咬合に対する処置方針」『歯科補綴診療計画講座15』医歯薬出版、1982年、63-104頁
- 黒田拓治・丸山剛郎「支持装置の選択基準(Criteria for Selection of Abutment)」『補綴臨床 別冊 ブリッジの臨床』1982年、91-106頁
- 丸山剛郎「マージンにどうとりくむか －座長のまとめ－」『The Quintessence 別冊 メタル・セラミックを考える』1983年、126-127頁
- 丸山剛郎「生体と調和した咬合における下顎位はいかにあるべきか」『生体と調和した咬合のために』クインテッセンス出版、1984年、75-99頁
- 丸山剛郎「下顎位の診断と再現(Diagnoisis and Reproduction of Mandibular Position)」『補綴臨床 別冊 咬合－診断・治療のために』1984年、20-30頁
- 丸山剛郎「金属焼付ポーセレン加工」『歯科理工学』クインテッセンス出版1985年、248-259頁
- 宮内修平・丸山剛郎「シロナソグラフによる咀嚼運動の診査」『補綴臨床 別冊 顎関節症の診断と治療、咬合からのアプローチ』1985年、138-149頁
- 丸山剛郎「キャスタブル・ガラス・セラミック Dicor の日本における研究」『QDT 別冊 デンタル・ファイン・セラミックスの現況を探る』1986年、151-156頁
- 下総高次・丸山剛郎「臨床概説(1.診査、診断、診療計画 2.補綴前処置と前準備 12.術後管理・経過観察)」『クラウン・ブリッジ補綴学』医歯薬出版、1986年、47-105頁
- 宮内修平・丸山剛郎「咬合・顎筋・顎関節についての補綴修復 その1」『デンタル・ダイヤモンド 別冊 臨床のヒント 第5集』1986年、33-36頁
- 赤西正光・丸山剛郎「咬合・顎筋・顎関節についての補綴修復 その2」『デンタル・ダイヤモンド 別冊 臨床のヒント 第5集』1986年、37-39頁
- 古谷昌昭・丸山剛郎「咬合・顎筋・顎関節についての補綴修復 その3」『デンタル・ダイヤモンド 別冊 臨床のヒント 第5集』1986年、40-44頁
- 丸山剛郎「顎関節症の治療 －補綴の立場から－(Treatment of TMD Dysfunction -Prosthodontic Treatment-)」『耳鼻咽喉科診療の手引き 第4集』耳鼻咽喉科臨床学界、1986年、227-230頁
- 丸山剛郎「補遺 顎関節症の治療 －補綴の立場から－」『耳鼻咽喉科診療の手引き 第4集』耳鼻咽喉科臨床学界、1986年、240-242頁
- 高島史夫・丸山剛郎「インプラント義歯の力学」『インプラント義歯の基礎と臨床』デンタルダイヤモンド社、1988年、116-121頁
- M.Takuma,S.Tsutsumi,S.Fukunaga,Y.Takamori,S.Harada,F.Kurokawa,F.Takashima and T.Maruyama,"Study on the Functional Bone Adaptation around Dental Implants: Animal Experimention and Stress Analysis",Oral Implantology and Biomaterials,Amsterdam Netherland:Elsevier,1989,pp.251-256
- 瑞森崇弘・丸山剛郎「顎口腔機能異常の診断と治療」『The Quintessence 別冊 日常臨床の中で顎関節症を考える』1989年、49-59頁
- 丸山剛郎「臨床生理咬合における顎口腔機能の診断」『エレクトロナソグラフィに基づく咬合診査・診断法 臨床実践咬合診断』メディアネット、1989年、139-148頁
- 赤西正光・丸山剛郎「接着性コンポジットレジンによる支台築造」『最新接着性コンポジットレジン支台築造』デンタルダイヤモンド社、1989年、116-124頁
- 赤西正光・丸山剛郎「どんな症例にどんな咬合器」『補綴臨床 別冊 クラウン・ブリッジの臨床』1989年、165-166頁
- 中村康弘・丸山剛郎・林克哉「咬合面形態の付与をどうするか」『補綴臨床 別冊 ワンポイント・アドバイス クラウン・ブリッジの臨床』1989年、157-160頁
- 赤西正光・丸山剛郎「筋電図検査(咀嚼筋の)」『歯科臨床検査事典』クインテッセンス出版、1990年、183-185頁
- 高島史夫・丸山剛郎「咬合音検査」『歯科臨床検査事典』クインテッセンス出版、1990年、281-281頁
- 大前泰三・丸山剛郎「咬合診断法(咬合器による)」『歯科臨床検査事典』クインテッセンス出版、1990年、282-284頁
- 宮内修平・丸山剛郎「下顎運動検査(電気的)」『歯科臨床検査事典』クインテッセンス出版、1990年、99-100頁
- 桑原俊也・丸山剛郎「シロナソグラフ・アナライジング・システムを用いた顎関節症III型の診断と治療」『歯界展望 別冊 顎関節症治療のポイント 50』1990年、133-140頁
- 桑原俊也・丸山剛郎「病態診断に基づいた顎口腔機能異常のバイトプレーン療法」『スプリント療法』デンタルダイヤモンド社、1991年、121-148頁
- 奥田眞夫・丸山剛郎「咀嚼運動分析の臨床応用」『顎口腔機能分析の基礎とその応用 －ME機器をいかに臨床に活かすか－』デンタルダイヤモンド社、1991年、318-327頁
- 桑原俊也・丸山剛郎「咀嚼運動」『顎口腔機能分析の基礎とその応用 －ME機器をいかに臨床に活かすか－』デンタルダイヤモンド社、1991年、66-77頁
- 中村隆志・丸山剛郎「世界の審美歯科の確立」『The Quintessence 別冊 デンタルエステティック －顔貌を考える－』1992年、66-76頁
- 奥田眞夫・丸山剛郎「咬合平面と咀嚼運動との関連性(Relation betwieen Occlusal Plane and Chewing Movement)」『歯界展望 別冊 生理的咬合へのアプローチ』1992年、159-164頁
- 伊藤博子・丸山剛郎「咬合彎曲と咀嚼運動との関連性(Relation of Occlusal Curve and Chewing Movement)」『歯界展望 別冊 生理的咬合へのアプローチ』1992年、165-171頁
- 中南匡史・丸山剛郎「顎関節症」『検査、検査値、全身疾患 －歯科医のための全身の見方』デンタルダイヤモンド社、1993年、236-241頁
- 六人部慶彦・中村隆志・丸山剛郎「ラミネートベニア治療の臨床応用」『The Quintessence 別冊 デンタルエステティック パートIII 美の基準とMSKの分類』1994年、98-112頁
- 丸山剛郎・高島史夫「臨床概説(1.診査および診断 2.治療計画 3.補綴前処置)『クラウン・ブリッジ補綴学(第2版)』医歯薬出版、1995年、15-28頁
- 中南匡史・丸山剛郎「心因性審美障害の訴えをもつ症例」『さまよえる患者をどう捉えるか』デンタルダイヤモンド社、1995年、152-155頁

### 一般向け著書
- 丸山剛郎『かみ合わせと健康―あごのずれが病気の原因』日本デザインクリエーターズカンパニー、2003年4月。ISBN 978-4890083312。
- 丸山剛郎『かみ合わせを正して全身健康―頭痛、腰痛から慢性病まで』農山漁村文化協会〈健康双書〉、2005年10月。ISBN 978-4540052446。
- 丸山剛郎・澤口俊之『正しいかみ合わせは脳と体を元気にする―あごのずれが病気の原因』レベル、2009年12月。ISBN 978-4-903225159。
- 丸山剛郎・澤口俊之『脳が若返るかみ合わせ健康法―頭脳・肩こりからうつ・美容まで』農山漁村文化協会〈健康双書〉、2012年3月。ISBN 978-4540112430。
- 丸山剛郎『体と心の不調がスッキリ消える「かみ合わせ」健康法』PHP研究所、2013年3月。ISBN 978-4-569-80997-7。